# ويزلي ويست
ويزلي ويست (بالإنجليزية: Wesley West)‏ هو مربي ماشية أمريكي، ولد في 6 يونيو 1906، وتوفي في 1984.